# 케빈 브로피
케빈 브로피(Kevin Brophy, 1953년 11월 1일 ~ )는 미국의 배우, 텔레비전 배우, 성우이다.
솔트레이크시티에서 태어났다.

## 방송
- 늑대소년 루칸

## 영화
- 북 오브 1000 데스 (2012년) - 뉴튼 역
- 골디의 위기 3 (1994년)
- 위험한 유혹 (1992년)
- 비밀첩보원 (1987년)
- 시덕션 (1982년)
- 헬 나이트 (1981년)
- 롱 라이더스 (1980년) - 존 영거 역
- 늑대소년 루칸 (1977년)
- 용감한 형제 (1977년)